# دلفین‌واران
دلفین‌واران (نام علمی: Delphinoidea) بزرگترین گروه آب‌بازسانان دندان‌دار با ۶۶ سرده در ۶ خانواده هستند. بزرگترین عضو زنده این بالاخانواده نهنگ قاتل است که می‌تواند به ۶ تن برسد؛ در حالی که کوچکترین عضو دلفین راسو است. شواهد گسترده‌ای حاکی از تک‌تبار بودن این ابرخانواده است.